# Anna Frithioff
Anna Katarina Elisabet Frithioff (Gränna, 4 de diciembre de 1962) es una deportista sueca que compitió en esquí de fondo.
Ganó una medalla de bronce en el Campeonato Mundial de Esquí Nórdico de 1995, en la prueba de relevo. Participó en los Juegos Olímpicos de Lillehammer 1994, ocupando el sexto lugar en la misma prueba.

## Palmarés internacional
| Campeonato Mundial | Campeonato Mundial   | Campeonato Mundial | Campeonato Mundial |
| Año                | Lugar                | Medalla            | Prueba             |
| ------------------ | -------------------- | ------------------ | ------------------ |
| 1995               | Thunder Bay (Canadá) | Medalla de bronce  | Relevo 4 × 5 km    |